# Frankie Valli
Frankie Valli, pseudonimo di Francesco Stephen Castelluccio (Newark, 3 maggio 1934), è un cantante e attore statunitense.
Frankie Valli è noto per essere il cantante solista ed il frontman del noto gruppo statunitense i The Four Seasons.
Dotato di una voce riconoscibile e di un potente falsetto, Valli figura nella lista dei migliori cantanti della storia redatta dalla nota rivista Rolling Stone. Oltre alla sua carriera con i The Four Seasons, a partire dagli anni '60 egli ha intrapreso anche una carriera solista.
Al 2024 Frankie Valli è l’unico membro originale dei The Four Seasons a esibirsi ancora in concerto.

## Biografia
Francesco Stephen Castelluccio nacque a Newark in una famiglia italiana, primogenito di tre figli.
Il padre Anthony Castelluccio svolgeva l'occupazione di barbiere, mentre la madre Mary Rinaldi lavorava presso un birrificio.
Fu ispirato a divenire un cantante all'età di undici anni, dopo che la madre lo accompagnò al concerto di un giovane Frank Sinatra al Paramount Theatre di New York. Il suo primo mentore fu il cantante "Texas" Jean Valli, il quale ispirò il suo nome d'arte. Castelluccio svolse, come il padre, il lavoro di barbiere, sino a quando non riuscì ad autofinanziarsi con gli introiti dal mondo della musica.
Oltre all'impegno con i The Four Seasons, ha avuto anche un'eccellente carriera solista, durante la quale ha cantato brani celebri come Can't Take My Eyes Off You, My Eyes Adored You e Grease.
Degne di nota sono le canzoni Big Man in Town, che ha avuto una cover italiana, presentata all'Edizione 1965 del Cantagiro da Vittorio Inzaina col titolo di Ti vedo dopo messa e "Rag Doll" (1964) che ha avuto una cover italiana dai Pooh (1966) col titolo di "Quello che non sai".
Nel 1975 il singolo My Eyes Adored You arriva primo nella Billboard Hot 100. Anche in Nuova Zelanda il brano arriva primo per quattro settimane.
Nel 2014 è uscito il film Jersey Boys, che racconta la storia del cantante e del gruppo di musicisti The Four Season.
Durante la sua carriera, che dura da 70 anni, Frankie Valli è sempre andato costantemente in tour e, al 2024, continua ad esibirsi dal vivo negli Stati Uniti.

## Vita privata
Valli si è sposato quattro volte. Sposò la sua prima moglie, Mary, nel 1957 ed ebbero due figli: Antonia e Francine; la coppia divorziò dopo 13 anni, nel 1971. 

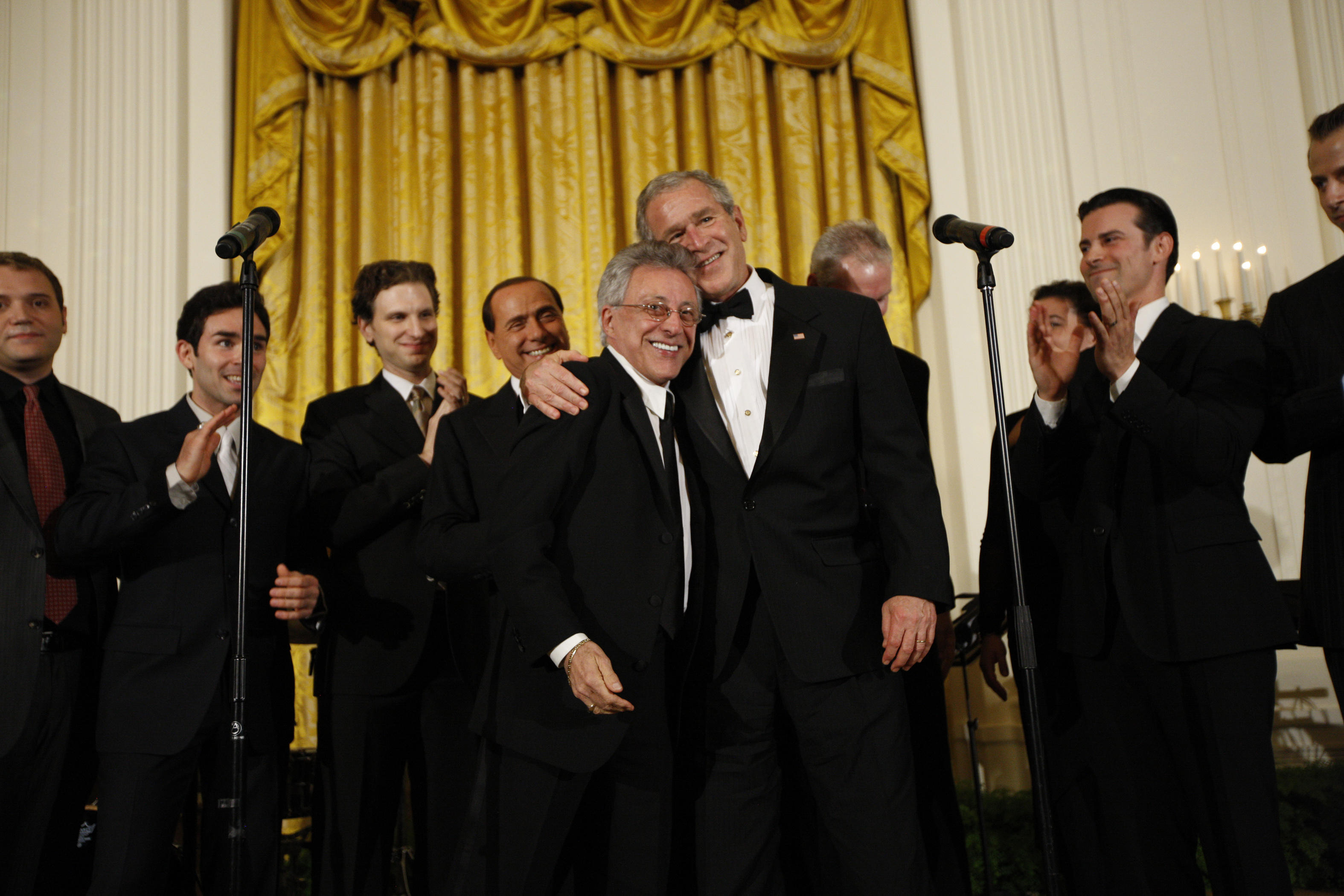
Frankie Valli con George W. Bush

Frankie sposò la sua seconda moglie, Mary Ann Hannagan, nel 1974 e divorziarono dopo otto anni. Ha poi sposato Randy Clohessy nel 1984; la coppia ebbe tre figli ma nel 2004 divorziarono.
Si è sposato per la quarta volta con Jackie Jacobs il 26 giugno 2023, all’età di 89 anni, celebrando le nozze a Las Vegas.
Frankie Valli è cresciuto in una famiglia di credo cristiano cattolico e in più interviste ha ammesso di essere devoto a Sant’Antonio.

## Apparizioni televisive
Valli ha partecipato alla quinta e sesta stagione de I Soprano nella parte del capitano della mafia newyorchese Rusty Millio.
In precedenza aveva anche preso parte a Full House e a un episodio di Miami Vice.

## Discografia

### Come solista
| Anno | Titolo                                   | Massima posizione in classifica | Massima posizione in classifica |
| Anno | Titolo                                   | USA                             | AUS                             |
| ---- | ---------------------------------------- | ------------------------------- | ------------------------------- |
| 1967 | The 4 Seasons Present Frankie Valli Solo | 34                              | —                               |
| 1968 | Timeless                                 | 176                             | —                               |
| 1970 | Half & Half (con i The Four Seasons)     | 190                             | —                               |
| 1975 | Closeup                                  | 51                              | 70                              |
| 1975 | Inside You                               | —                               | —                               |
| 1975 | Our Day Will Come                        | 107                             | —                               |
| 1976 | Valli                                    | —                               | —                               |
| 1977 | Lady Put the Light Out                   | —                               | —                               |
| 1978 | Frankie Valli... Is the Word             | 160                             | —                               |
| 1980 | Heaven Above Me                          | —                               | —                               |
| 2007 | Romancing the '60s                       | 167                             | —                               |
| 2016 | 'Tis the Seasons                         | —                               | —                               |
| 2021 | A Touch of Jazz                          | —                               | —                               |